# Park Narodowy Kenai Fjords

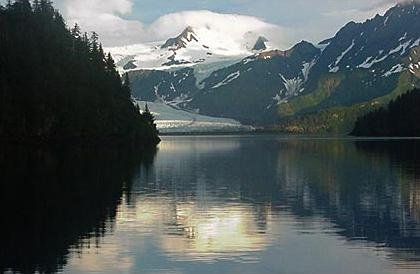
Park Narodowy Kenai Fjords

Park Narodowy Kenai Fjords (ang. Kenai Fjords National Park) – park narodowy położony w południowej części stanu Alaska w Stanach Zjednoczonych. Został utworzony 2 grudnia 1980, na powierzchni 2460 km². Park obejmuje swoim obszarem część pola lodowego Hardinga.